# Linha principal Tōkaidō
A linha principal Tōkaidō (東海道本線, Tōkaidō-honsen) é uma linha ferroviária importante do Japan Railways (JR), no Japão. Esta linha conecta Tóquio a Kobe a uma distância de 590 km (com os ramos, o comprimento da linha é de 713,6 km). A Linha deve seu nome a Tōkaidō, o eixo de circulação histórica entre Tóquio, Quioto, Osaka e Kobe.

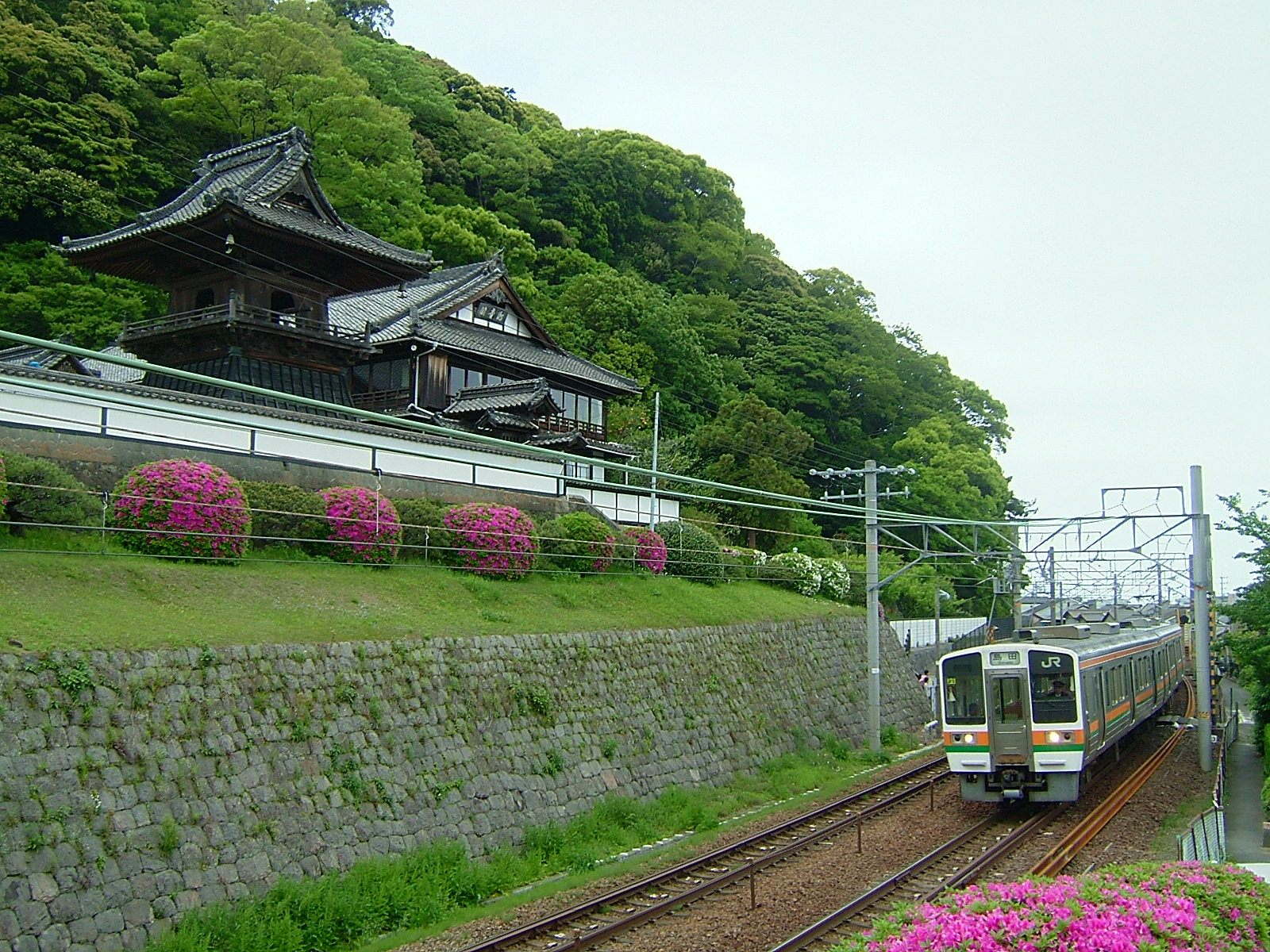
Uma fotografia que mostra um comboio a passar por Seikenji

Desde a abertura em 1964 da Linha Tōkaidō Shinkansen, a linha perdeu importância. Hoje em dia, nenhum serviço de transporte de passageiros atende toda a linha, à exceção de alguns comboios noturnos. No entanto, a linha continua a ser um grande eixo no transporte de mercadorias.

## Estações

### JR East
- Tóquio
- Shimbashi
- Shinagawa
- Kawasaki
- Yokohama [ja]
- Totsuka
- Ōfuna [ja]
- Fujisawa
- Tsujidō
- Chigasaki
- Hiratsuka
- Ōiso
- Ninomiya
- Kōzu
- Kamonomiya
- Odawara [ja]
- Hayakawa
- Nebukawa
- Manazuru
- Yugawara
- Atami [ja]

### JR Central
- Atami [ja]
- Kannami
- Mishima [ja]
- Numazu [ja]
- Katahama
- Hara
- Higashi-Tagonoura
- Yoshiwara
- Fuji [ja]
- Fujikawa
- Shin-Kambara
- Kambara
- Yui
- Okitsu
- Shimizu [ja]
- Kusanagi
- Higashi-Shizuoka
- Shizuoka [ja]
- Abekawa
- Mochimune
- Yaizu
- Nishi-Yaizu
- Fujieda
- Rokugō
- Shimada
- Kanaya
- Kikugawa
- Kakegawa [ja]
- Aino
- Fukuroi
- Mikuriya
- Iwata
- Toyodachō
- Tenryūgawa [ja]
- Hamamatsu [ja]
- Takatsuka
- Maisaka [ja]
- Bentenjima [ja]
- Araimachi
- Washizu
- Shinjohara
- Futagawa
- Toyohashi
- Nishi-Kozakai
- Aichi-Mito
- Mikawa-Ōtsuka
- Mikawa-miya
- Gamagōri
- Mikawa-Shiotsu
- Sangane
- Kōda
- Aimi
- Okazaki
- Nishi-Okazaki
- Anjō
- Mikawa-Anjō
- Higashi-Kariya
- Noda-Shimmachi
- Kariya [ja]
- Aizuma
- Ōbu
- Kyōwa
- Minami-Ōdaka
- Ōdaka
- Kasadera
- Atsuta
- Kanayama [ja]
- Otōbashi
- Nagoia
- Biwajima
- Kiyosu
- Inazawa
- Owari-Ichinomiya
- Kisogawa
- Gifu [ja]
- Nishi-Gifu
- Hozumi
- Ōgaki
- Tarui
- Sekigahara
- Kashiwabara
- Ōmi-Nagaoka
- Samegai
- Maibara [ja]

### JR West
(Linha Biwako [ja])
- Maibara [ja]
- Hikone
- Minami-Hikone
- Kawase
- Inae
- Notogawa
- Azuchi
- Ōmi-Hachiman
- Shinohara
- Yasu
- Moriyama
- Rittō
- Kusatsu
- Minami-Kusatsu
- Seta
- Ishiyama
- Zeze
- Ōtsu [ja]
- Yamashina
- Quioto [ja]

(Linha JR Quioto [ja])
- Quioto [ja]
- Nishiōji
- Katsuragawa
- Mukōmachi
- Nagaokakyō
- Yamazaki
- Shimamoto
- Takatsuki
- Settsu-Tonda
- JR-Sōjiji
- Ibaraki
- Senrioka
- Kishibe
- Suita
- Higashi-Yodogawa
- Shin-Ōsaka [ja]
- Ōsaka [ja]

(Linha JR Kōbe [ja])
- Ōsaka [ja]
- Tsukamoto
- Amagasaki
- Tachibana
- Kōshienguchi
- Nishinomiya
- Sakura Shukugawa
- Ashiya
- Kōnan-Yamate
- Settsu-Motoyama
- Sumiyoshi
- Rokkōmichi
- Maya
- Nada
- Sannomiya [ja]
- Motomachi
- Kōbe [ja]